# Moitheri Ntobo
Moitheri Ntobo (né le 14 novembre 1979) est un footballeur lésothien. Il joue au poste de défenseur.